# Pedicularis rostratocapitata
Pedicularis rostratocapitata är en snyltrotsväxtart. Pedicularis rostratocapitata ingår i släktet spiror, och familjen snyltrotsväxter.

## Underarter
Arten delas in i följande underarter:
- P. r. glabra
- P. r. rostratocapitata

## Bildgalleri

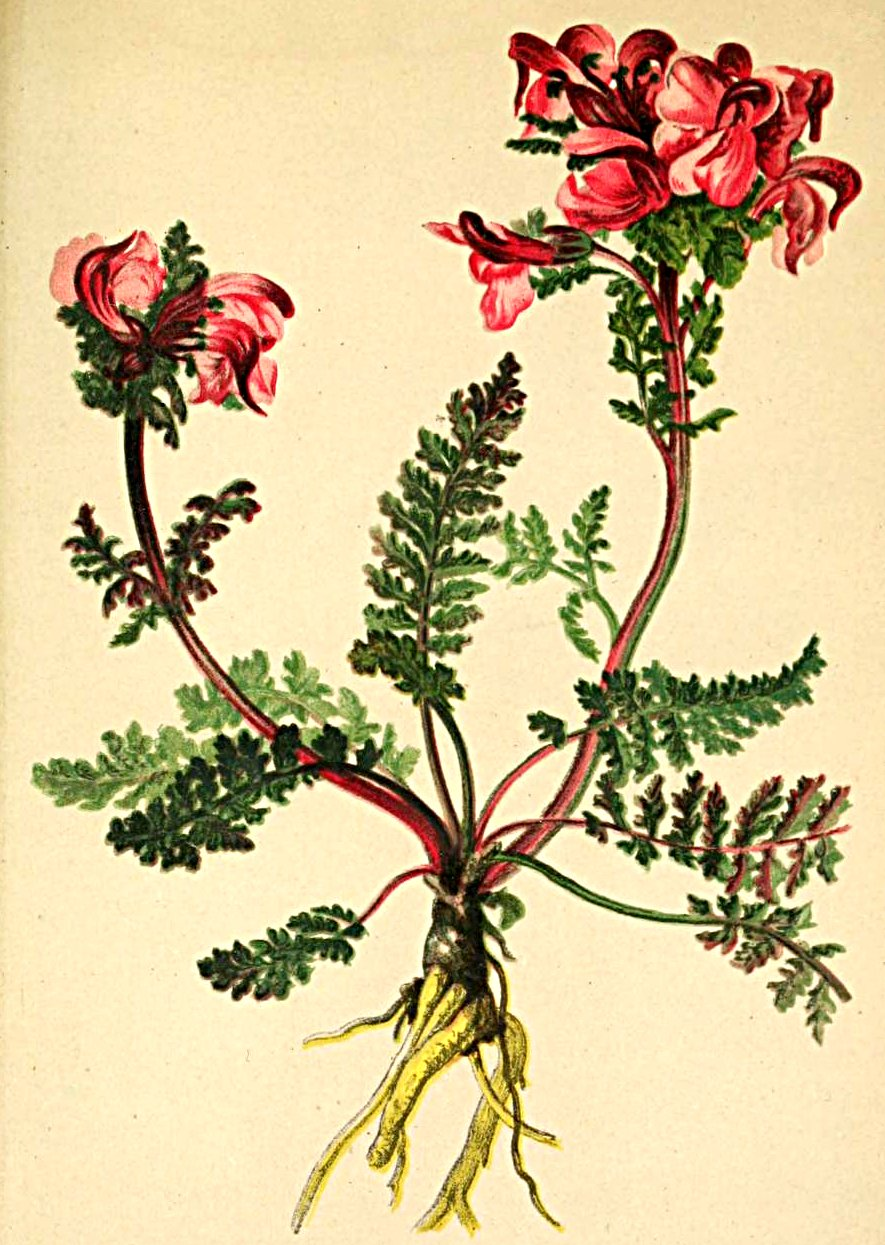
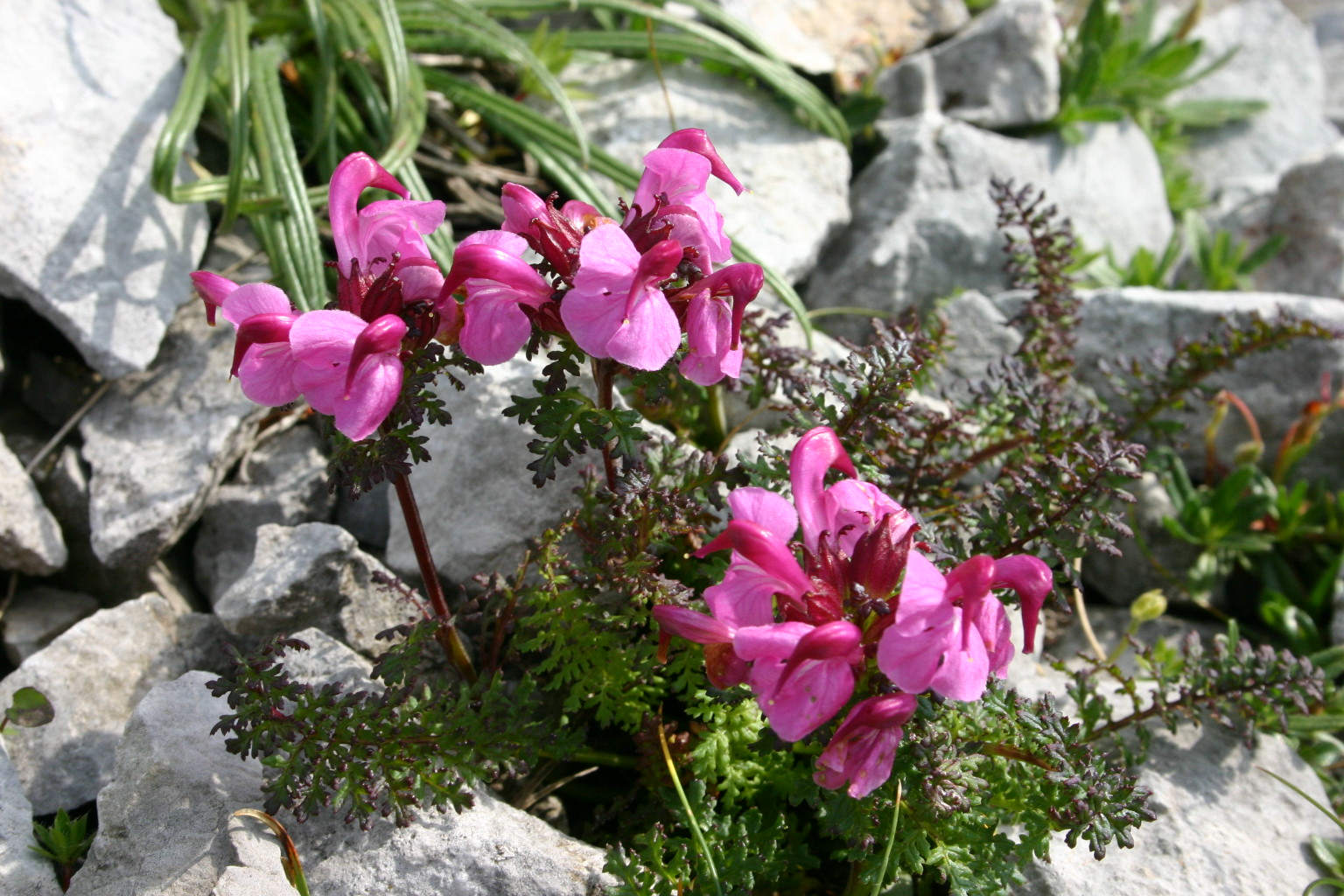
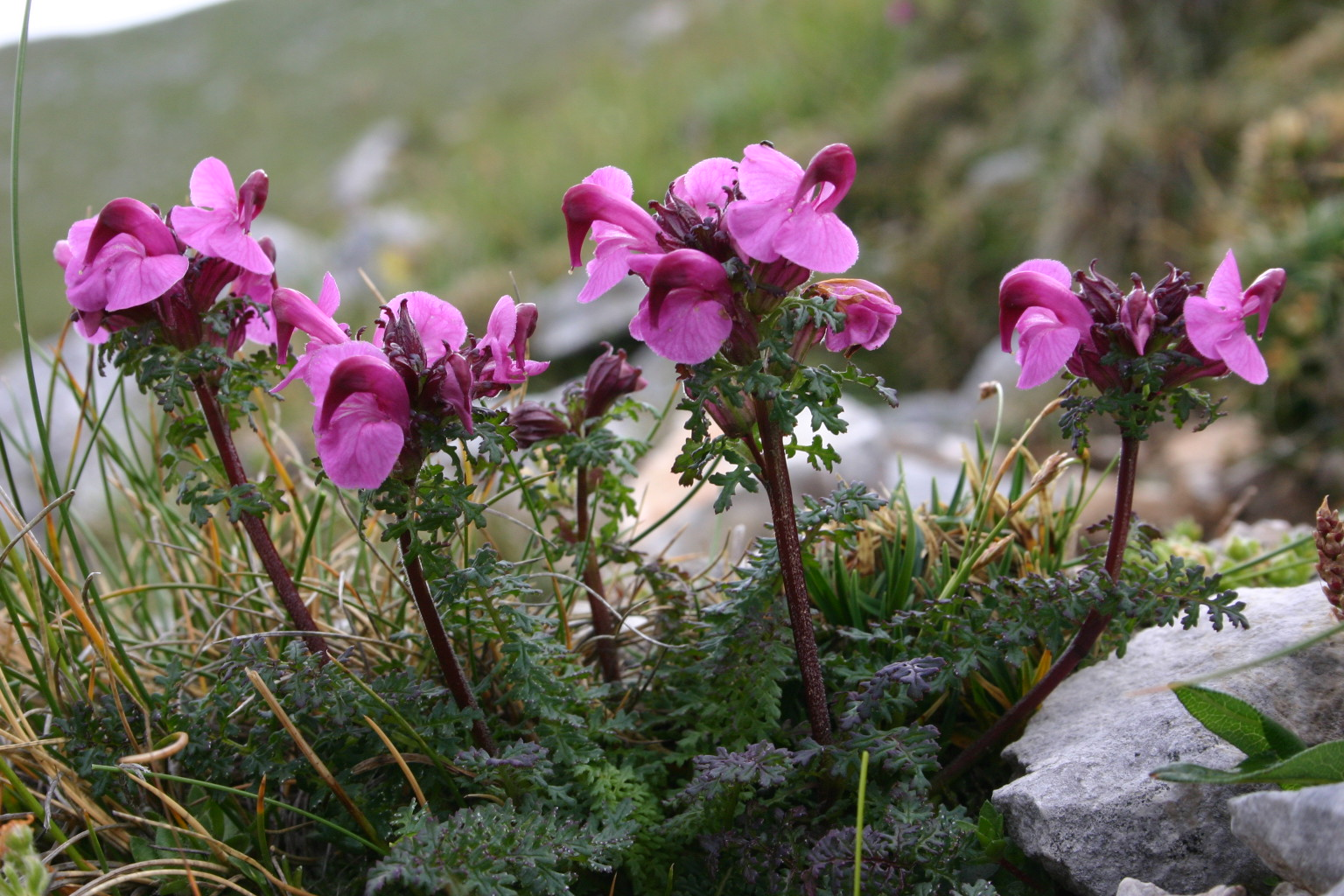
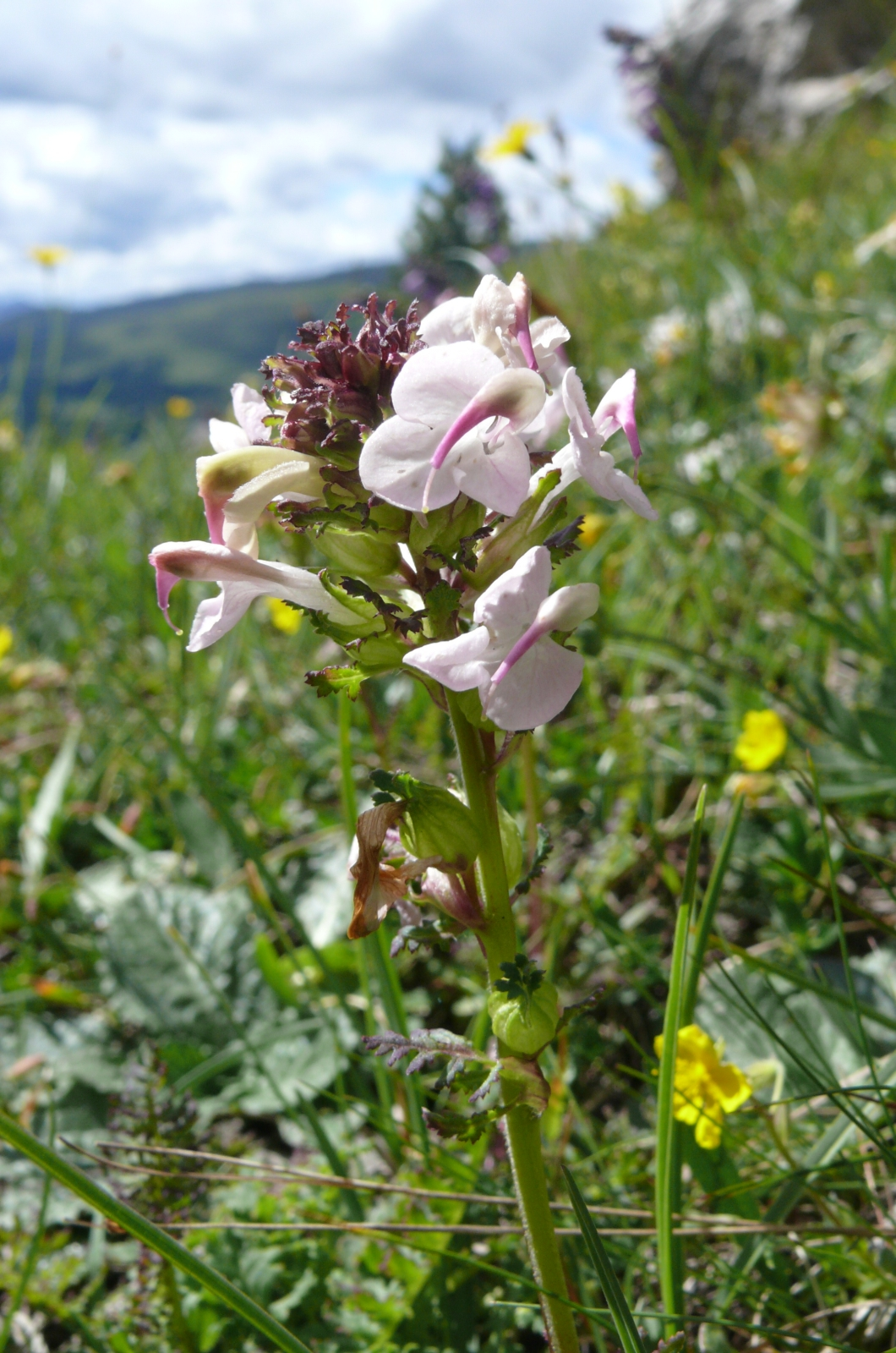
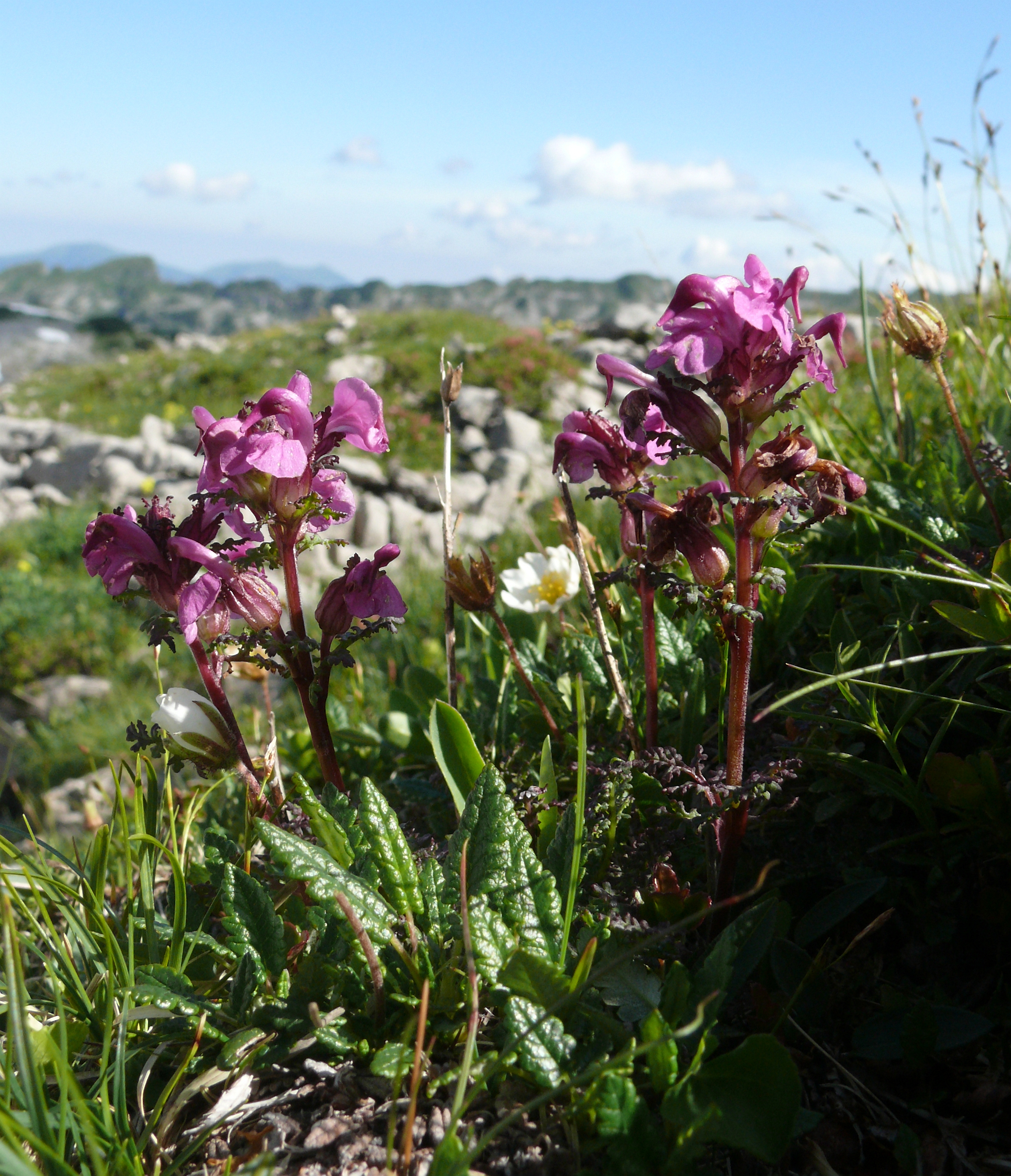
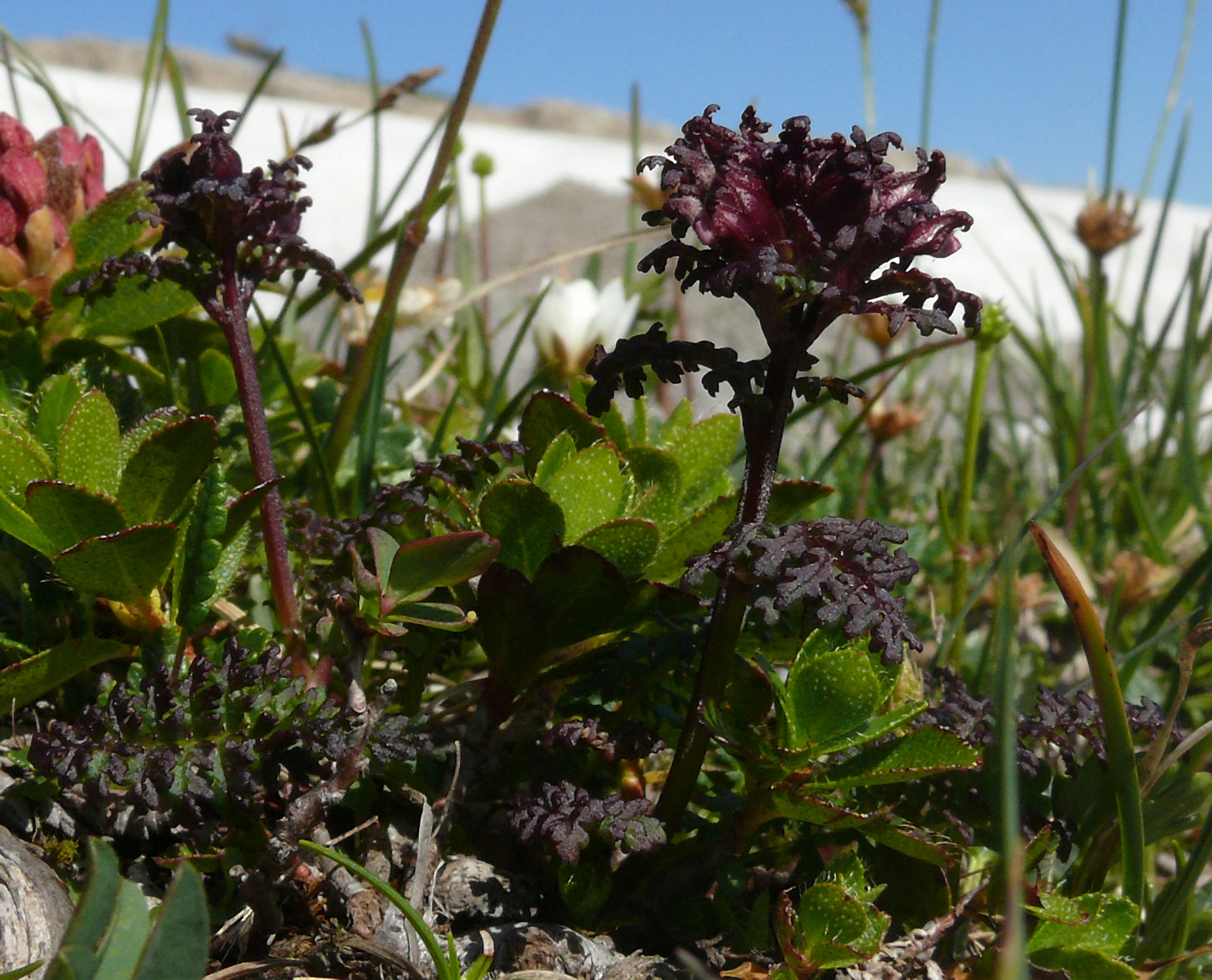